# Roque Júnior
Roque Júnior, właśc. José Vítor Roque Jr. (ur. 31 sierpnia 1976) – brazylijski piłkarz występujący na pozycji obrońcy, reprezentant kraju, trener.

## Kariera
Roque Júnior karierę piłkarską rozpoczął w 1993 roku w Santarritense, w którym grał do 1994 roku. Następnie w latach 1994–1995 reprezentował barwy EC São José, a w latach 1995–2000 SE Palmeiras, z którym zdobył wicemistrzostwo Brazylii (1997), Copa do Brasil (1998), finał turnieju (1996), dwukrotnie Campeonato Paulista (1996, 2008), trzykrotnie wicemistrzostwo Campeonato Paulista (1995, 1999, 2009) oraz Copa Libertadores (1999) i Copa Mercosur (1998).
Świetną grę Roque Júniora zauważyli działacze włoskiego AC Milanu, którego wkrótce został zawodnikiem, jednak w latach 2000–2004 nie zdołał wywalczyć miejsca w podstawowym składzie, jednak z klubem w sezonie 2002/2003 zdobył 3. miejsce w Serie A, Puchar Włoch oraz Ligę Mistrzów. W sezonie 2003/2004 grał na wypożyczeniu najpierw w angielskim Leeds United, potem we włoskiej AC Sienie.
Następnie wyjechał do Niemiec, gdzie w latach 2004–2007, reprezentował barwy Bayeru Leverkusen, w którym grał z m.in. Radosławem Kałużnym i Jackiem Krzynówkiem, a w latach 2007–2008 MSV Duisburg.
Następnymi klubami w karierze Roque Júniora był katarski SC Ar-Rajjan (2008), ponownie SE Palmeiras  (2008–2009) oraz FC Ituano, w którym w 2010 roku zakończył karierę piłkarską.

## Kariera reprezentacyjna
Roque Júnior w latach 1999–2005 w reprezentacji Brazylii rozegrał 48 meczów, w których zdobył 2 gole. Uczestniczył w Copa América 2001 w Kolumbii, w którym drużyna Canarinhos odpadła w ćwierćfinale po sensacyjnej przegranej 2:0 z reprezentacją Hondurasu 23 lipca 2001 roku na Estadio Palogrande w Manizales. Był także podstawowym zawodnikiem drużyny Canarinhos, która zdobyła mistrzostwo świata 2002 w Korei Południowej i Japonii oraz Puchar Konfederacji 2005 w Niemczech.

## Po zakończeniu kariery
Roque Júnior po zakończeniu kariery piłkarskiej rozpoczął karierę trenerską. Trenował EC XV de Piracicaba (2015), juniorów włoskiego Lazio Rzym (2016–2017) oraz FC Ituano (2017).
Następnie w latach 2018–2019 był dyrektorem sportowym Ferroviária Araraquara, a od 2023 roku jest w zarządzie portugalskiej FC Anadii.

## Statystyki

### Reprezentacyjne
| Reprezentacja | Rok     | Mecze | Gole |
| ------------- | ------- | ----- | ---- |
| Brazylia      |         |       |      |
| 1999          | 1       | 0     |      |
| 2000          | 4       | 2     |      |
| 2001          | 10      | 0     |      |
| 2002          | 9       | 0     |      |
| 2003          | 5       | 0     |      |
| 2004          | 11      | 0     |      |
| 2005          | 8       | 0     |      |
| Łącznie       | Łącznie | 48    | 2    |

### Gole w reprezentacji
| Brazylia | Brazylia   | Brazylia                              | Brazylia   | Brazylia | Brazylia | Brazylia                    |
| Lp.      | Data       | Stadion                               | Przeciwnik | Gole     | Wynik    | Turniej                     |
| -------- | ---------- | ------------------------------------- | ---------- | -------- | -------- | --------------------------- |
| 1.       | 23.02.2000 | Stadion Narodowy Rajamangala, Bangkok | Tajlandia  | 5:0      | 7:0      | Puchar Króla Tajlandii 2000 |
| 2.       | 15.11.2000 | Estádio do Morumbi, São Paulo         | Kolumbia   | 1:0      | 1:0      | El. Mundialu 2002           |

## Sukcesy

### Zawodnicze
SE Palmeiras
- Wicemistrzostwo Brazylii: 1997
- Copa do Brasil: 1998
- Finał Copa do Brasil: 1996
- Campeonato Paulista: 1996, 2008
- Wicemistrzostwo Campeonato Paulista: 1995, 1999, 2009
- Copa Libertadores: 1999
- Copa Mercosur: 1998

AC Milan
- 3. miejsce w Serie A: 2003
- Puchar Włoch: 2003
- Liga Mistrzów: 2003

Reprezentacyjne
- Mistrzostwo świata: 2002
- Puchar Konfederacji: 2005